# Лами, Джованни
Джованни Лами (итал. Giovanni Lami; 8 ноября 1697, Санта-Кроче-сулл'Арно — 6 февраля 1770, Флоренция) — итальянский учёный.

## Биография
Родился 8 ноября 1697 года в Санта-Кроче-суль-Арно. Вёл страстную полемику с иезуитами. Его главные работы: «De Eruditione apostolorum» (1737), где он старается доказать невысокий уровень образованности первых христиан; «Deliciae eruditorum» (Флоренция, 1736—1769) — драгоценное собрание документов к истории Тосканы; «Novelle litterarie» (1740—1770) — ежемесячный журнал, который он один выпускал в течение трёх лет; «Memorabilia Italorum erudilione praestantium» (1742—1748); «Lezioni d’antichita toscane» (1766).
Умер 6 февраля 1770 года во Флоренции. Похоронен в базилике Санта-Кроче. 

## Труды
- Deliciae eruditorum, Florence, 1736-69.
- De eruditione Apostolorum, Florence, 1738.
- Lezioni di antichità toscane, Florence, 1766.